# 29660 Jessmacalpine
A 29660 Jessmacalpine (ideiglenes jelöléssel (29660) 1998 WE20) a Naprendszer kisbolygóövében található aszteroida. A LINEAR projekt keretében fedezték fel 1998. november 18-án.